# 霍爾滕巴赫河
51°02′48″N 7°07′32″E / 51.046534°N 7.125687°E

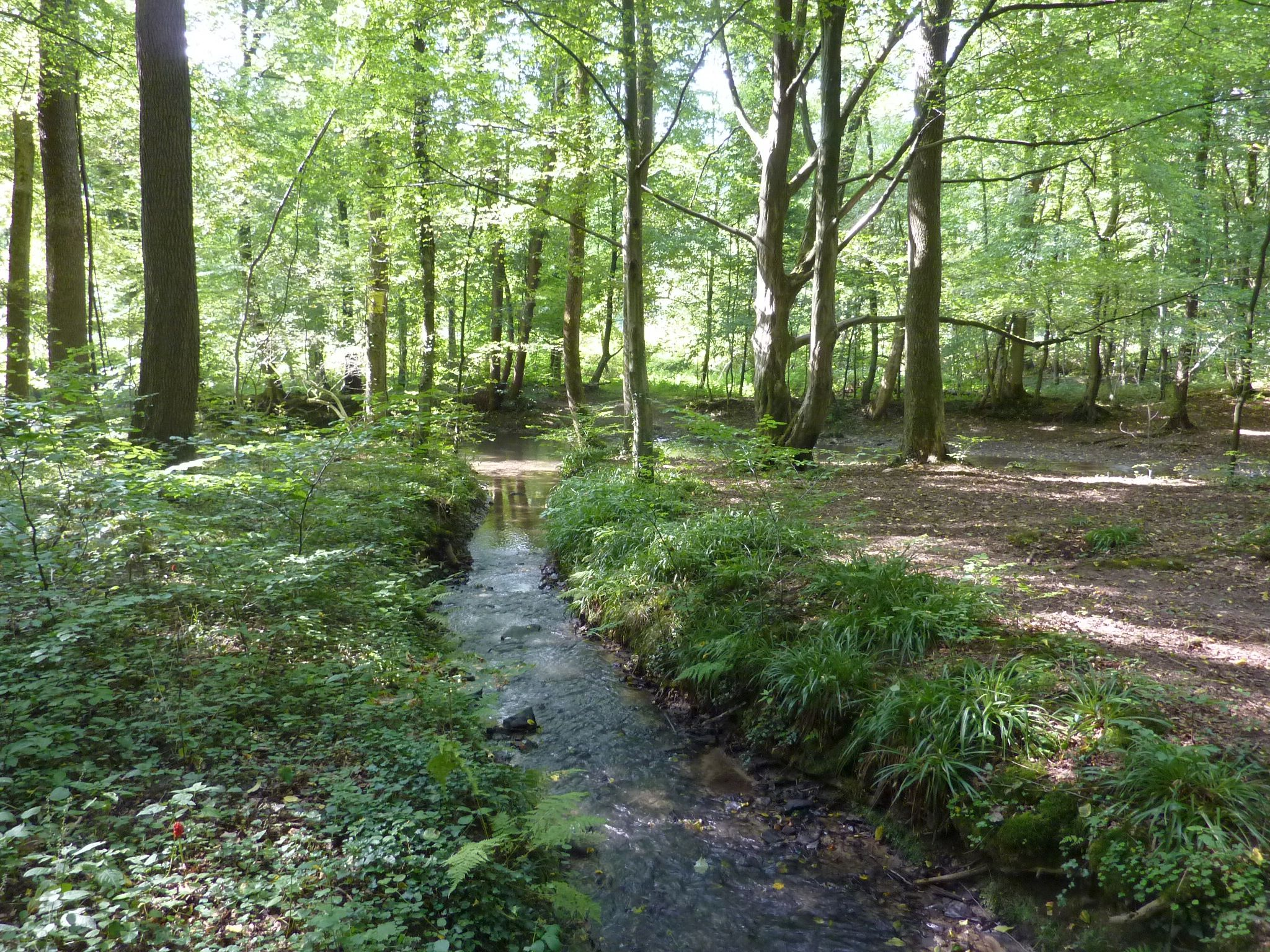

霍爾滕巴赫河（德語：Hortenbach），是德國的河流，位於該國西部，處於北萊茵-威斯特法倫州，屬於丁恩河的左支流，河道全長1.9公里，流域面積1.9平方公里。